# Cornelis de Houtman
Pour les articles homonymes, voir Houtman.
Cornelis de Houtman (né le 2 avril 1565 à Gouda – mort en septembre 1599 à Aceh) est un explorateur néerlandais, frère de Frederick de Houtman. Il découvrit une nouvelle route maritime reliant l'Indonésie et l'Europe, et lança le commerce des épices aux Pays-Bas. À une époque où l'empire portugais détenait le monopole du commerce des épices, le voyage de Cornelis de Houtman représentait pour les Pays-Bas une victoire symbolique importante, même si le voyage en lui-même fut un véritable désastre humain.

## Les voyages (1595-1599)

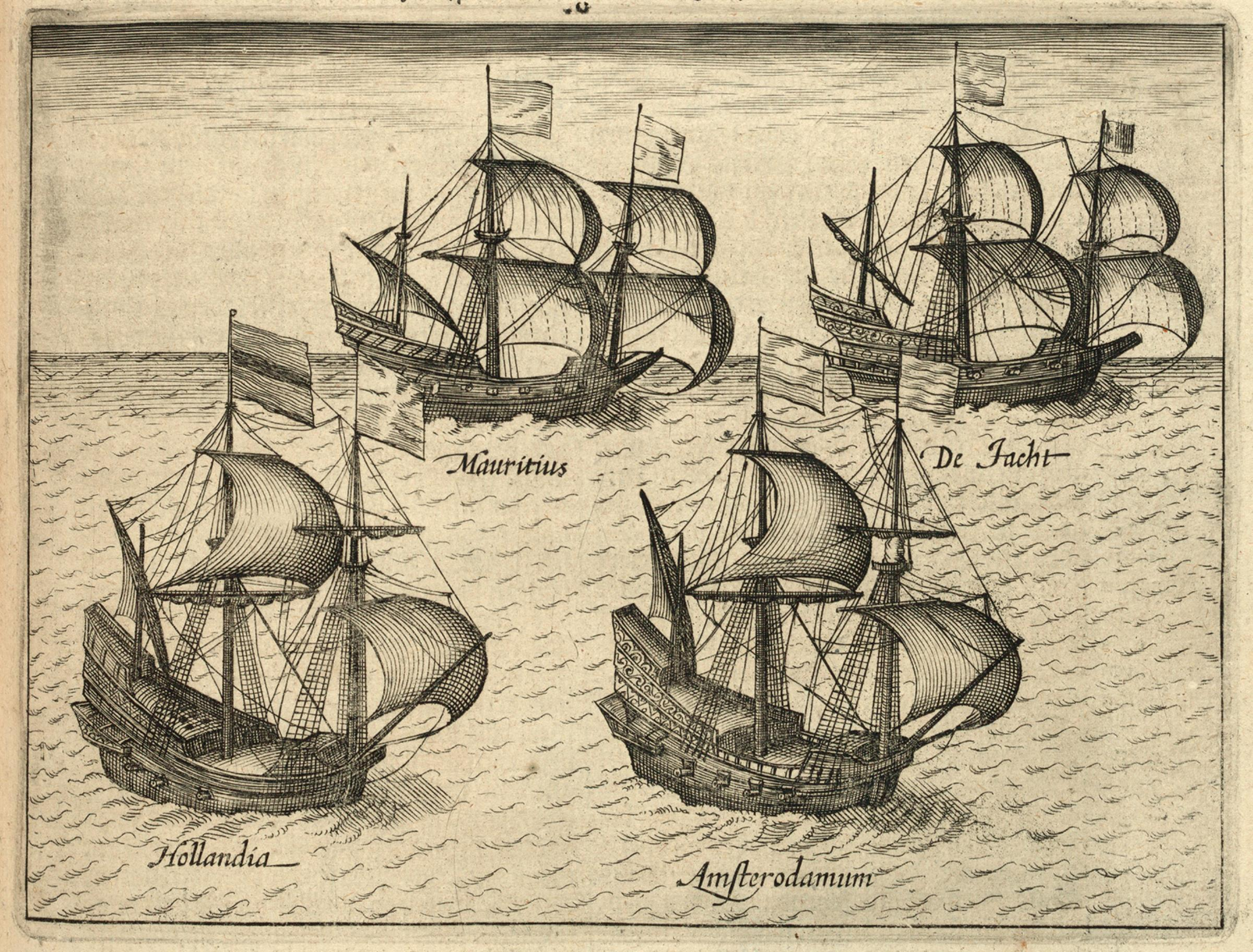
La flotte de Cornelis de Houtman

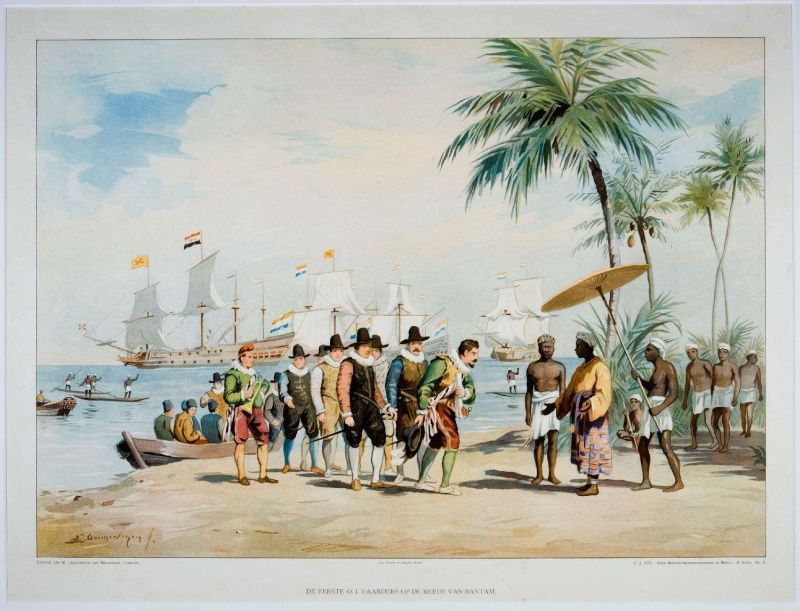
Arrivée de Cornelis de Houtman à Banten

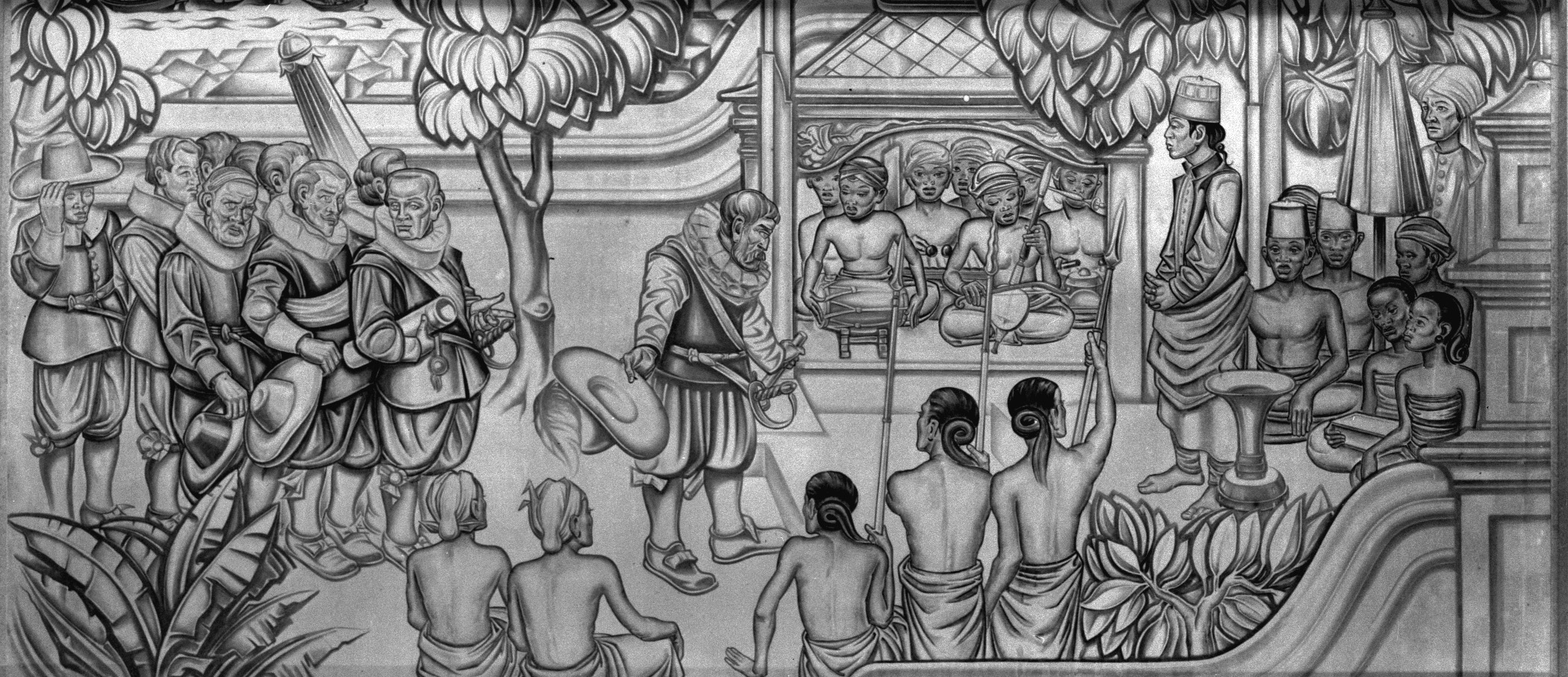
La réception de Cornelis de Houtman a Java en 1595 par Paulides

Le retour de l'expédition

En 1592, des négociants d'Amsterdam envoyèrent Cornelis de Houtman à Lisbonne pour qu'il y obtienne des informations au sujet des îles d'où provenaient les épices alors consommées en Europe. Il rentra à Amsterdam au moment où Jan Huygen van Linschoten revenait d'Inde, et après avoir rassemblé de nombreux renseignements, les négociants jugèrent que la région de Banten (extrémité ouest de l'île de Java) offrait les meilleures opportunités. Ils fondèrent en 1594 la Compagnie van Verre (compagnie pour le commerce à longue distance) et le 2 avril 1595, quatre navires quittèrent Amsterdam : l'Amsterdam, le Hollandia, le Mauritius et le Duyfken.
L'expédition connut de graves problème dès son départ. Les provisions avaient été faites en quantité insuffisante, et le scorbut frappa les équipages après quelques semaines. Des disputes éclatèrent entre les capitaines et les négociants, certains furent tués, d'autres emprisonnés. Au cours d'une escale à Madagascar qui se prolongea pendant six mois, il y eut encore de nombreux décès. Le 27 juin 1596, les navires arrivèrent finalement à Banten ; sur les 249 hommes présents au départ d'Amsterdam, une centaine avait survécu.
Les négociants portugais installés à Java introduisirent Cornelis de Houtman auprès du sultan de Banten, qui signa assez rapidement un traité d'alliance avec le prince Maurice de Nassau. Cependant, par la suite, le chef de l'expédition se montra insultant à l'égard du sultan, et tous durent finalement repartir sans avoir pu acheter d'épices.
La flotte néerlandaise se dirigea ensuite vers Madura, mais fut attaquée en route par des pirates. L'accueil des habitants locaux fut pacifique, mais de Houtman ordonna à son équipage de se livrer au viol et au pillage aux dépens de la population civile, en représailles de l'attaque pirate. À Bali, en février 1597, ils parvinrent à se procurer du poivre noir auprès du prince local. Sur le chemin du retour, des navires portugais ont empêché l'expédition de se ravitailler en eau et en provisions à Sainte-Hélène. 87 hommes seulement purent rentrer aux Pays-Bas.
Lors d'un second voyage en Asie, pour une compagnie différente, Cornelis de Houtman et ses troupes entrent en conflit avec le sultanat d'Aceh. Il est tué en 1599 lors d'une bataille navale contre une flotte d'Aceh commandée par une femme, l'amirale Keumalahayati, qui selon la légende le tue de ses propres mains. 
Même si les expéditions de Cornelis de Houtman furent un échec, elle marqua le début de l'expansion néerlandaise dans ce qui deviendra plus tard les Indes néerlandaises puis l'Indonésie. En cinq années, soixante-cinq navires néerlandais firent le voyage des Pays-Bas en Indonésie ; en 1602, la Compagnie néerlandaise des Indes orientales fut créée, et les Néerlandais finirent par imposer leur domination sur le commerce des épices dans l'océan Indien.

### Ouvrages
- Romain Bertrand, L'Histoire à parts égales. Récits d'une rencontre Orient-Occident (XVIe – XVIIe siècle), Seuil, Paris, 2011.